# Misumenops turanicus
Misumenops turanicus là một loài nhện trong họ Thomisidae.
Loài này thuộc chi Misumenops. Misumenops turanicus được miêu tả năm 1946 bởi Charitonov.